# 奧爾德敦 (緬因州)
奧爾德頓（英語：Old Town）是美國緬因州佩諾布斯科特縣的的一個城市，位於佩諾布斯科特河西岸、斯蒂爾沃特河東岸之間的馬爾什島上。2000年人口8,130人。
1840年設鎮。